# Jezuitská kolej (Jihlava)
Jezuitská kolej a gymnázium v Jihlavě je komplex historických budov při kostele svatého Ignáce na severovýchodní straně Masarykova náměstí v centru Jihlavy. Budova koleje a gymnázia postavená v barokním slohu na přelomu 17. a 18. století dnes slouží jako městská knihovna. Udtud je také vstup do jihlavských katakomb.

## Historie

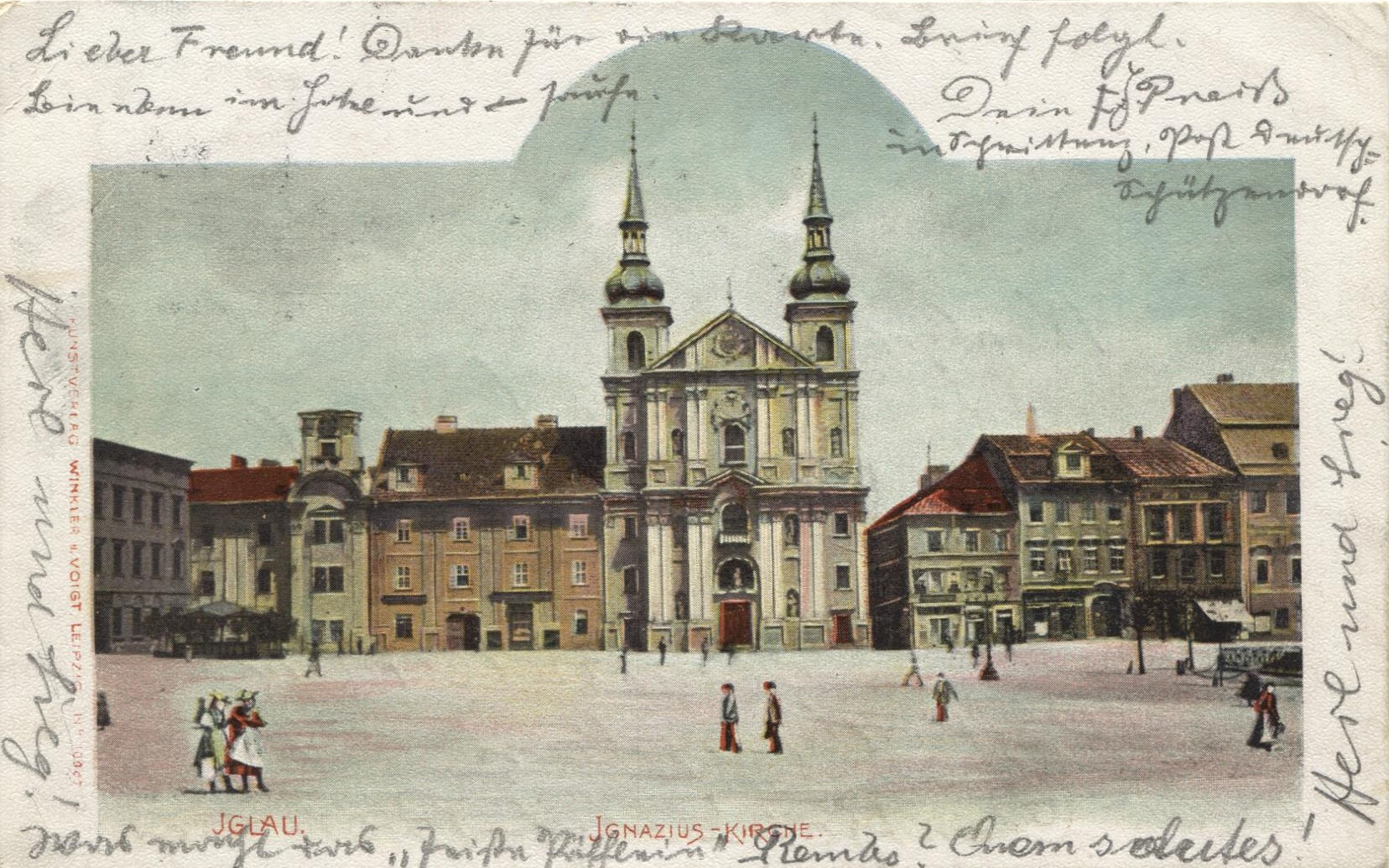
Jihlavský jezuitský komplex na pohlednici z přelomu 19. a 20 .století

Ačkoli první kázání jezuitů v Jihlavě proběhlo v roce 1618, kdy doprovázeli kardinála z Dietrichštejna na cestě do Prahy, nesetkalo se mezi místními s velkou odezvou.
Založení jezuitské fundace s trvalým příchodem členů řádu jezuitů do Jihlavy ve 20. letech 17. století souvisí s rekatolizací českých zemí, následující v období po bitvě na Bílé hoře. Jihlava bylo jako významné centrum s převážně německým obyvatelstvem luteránského vyznání předmětem zájmu krále Ferdinanda II. Až do roku 1624 se nejbližší jezuitská kolej nacházela v Jindřichově Hradci a celé na Moravě byly pouze dvě jezuitské fundace, ještě z 15. století (v Brně a Olomouci). K nim po té jihlavské (1624), přibyly další čtyři: kolej ve Znojmě (1624), v Kroměříži (1634), v Uherském Hradišti (1644) a v Telči (1661).
V roce 1623 vnikla nadace pro založení koleje, která od městské rady roku 1624 získala 23 zkonfiskovaných měšťanských domů na náměstí, kvůli morové epidemii však byly základy koleje položeny až v roce 1625 nebo 1626. Výstavba probíhala pod vedením italského stavitele Jacopa Brascha, trvala několik let a vyžadovala další finanční podporu. Slavnostní zahájení činnosti byl přítomen také řádový provinciál a někdejší rektor olomoucké univerzity Řehoř Rumer. Superiorem koleje byl jmenován významný kazatel a literát Jiří Plachý-Ferus.
Významnými podporovateli koleje byl císařský generál a diplomat Michael Adolf z Althannu (1574–1636) a jeho manželky Alžběta ze Stötzingenu († 1624) a později Marie Eva ze Šternberka (1605–1668), dále též císařský plukovník Rombald XIII. z Collalta a jeho manželka Blanka Polyxena z Thurnu a Valsassiny.
Jezuitský konvent byl rozpuštněn v čase josefínských reforem a jeho prostory od roku 1781 využívali dominikáni ze sousedního zrušeného dominikánského kláštera, jehož budovu posléze zabrala armáda. Dominikánský konvent čítající dvacet bratří v jezuitské koleji pobýval jen krátce, do roku 1784, kdy byl klášter zrušen.

### Gymnázium a seminář sv. Michala.

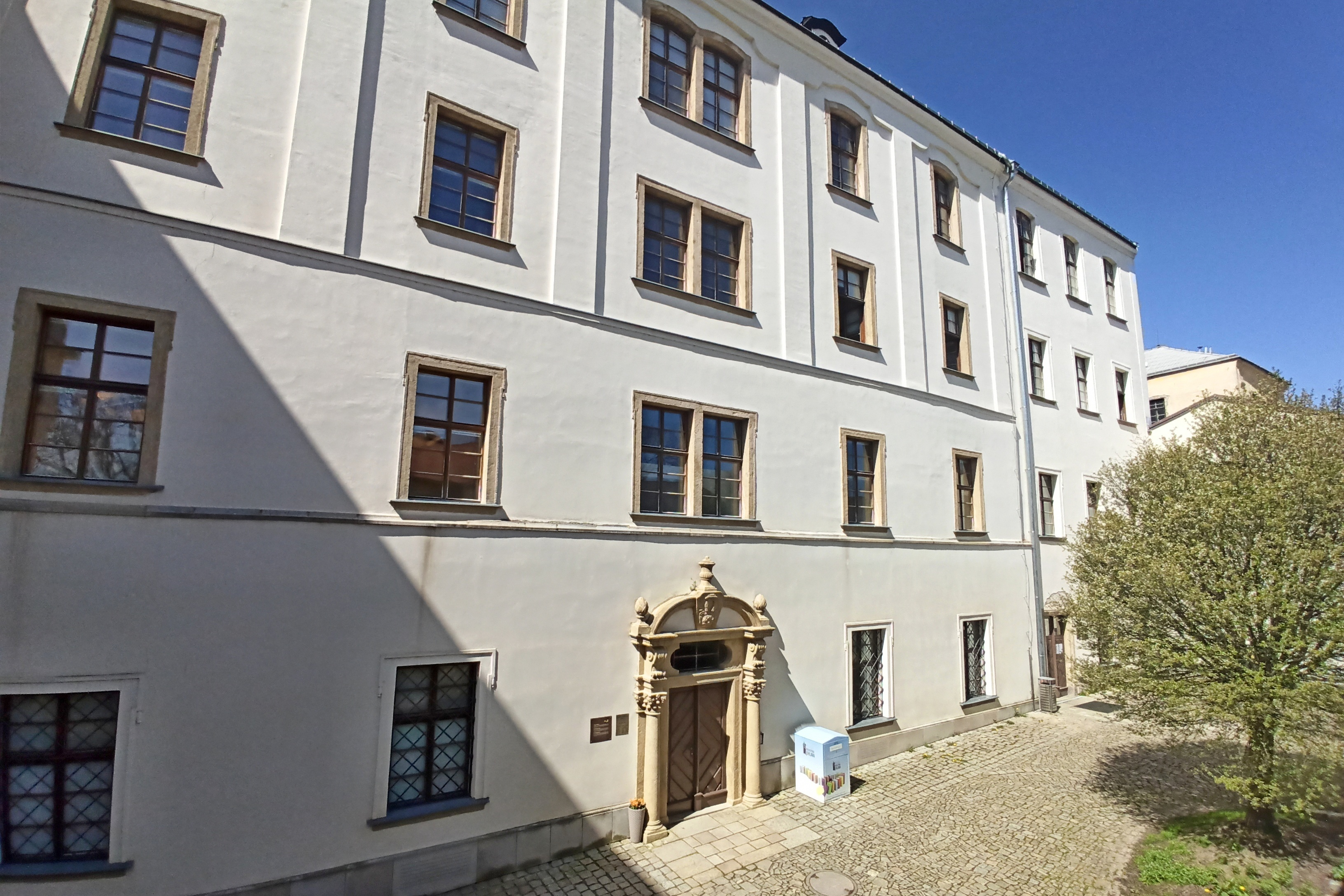
Nejmladší budova komplexu - původně jezuitské gymnázium, dnes Městská knihovna.

Budova jezuitského gymnázia, otevřeného v roce 1727, je nejmladší z částí učástí barokního souboru staveb. V období druhé světové války byla v budově na přechodnou dobu umístěna městská knihovna. Poté zde krátce sídlil archiv, škola pro ženská povolání, školní internát a od roku 1950 Krajské velitelství Sboru národní bezpečnosti, které budovu opustilo roce 1960. Od roku 1961 budova bezmála čtyřicet let sloužila jako sídlem Státního okresního archivu v Jihlavě.
V roce 2002 bylo přistoupeno k obnově budovy pro potřeby Městské knihovny. Nově zrekonstruované prostory byly slavnostně otevřeny 1. října 2003.